# Praemastus fulvizonata
Praemastus fulvizonata là một loài bướm đêm thuộc phân họ Arctiinae, họ Erebidae.